# Kamakahonu
Kamakahonu fue la residencia de Kamehameha I, que se encuentra en el extremo norte de la bahía de Kailua en Kailua-Kona en la isla de Hawái, Estados Unidos.
Kamehameha I (también conocido como Kamehameha el Grande), y quien fue el que unificó las islas de Hawái, vivió los últimos años de su vida e instituyó algunas de las medidas más constructivas de su reinado (1810-1819) aquí. El complejo residencial incluye el santuario personal, ʻAhuʻena heiau, para el rey. El nombre significa "templo del altar ardiente" en la lengua hawaiana.
Su hijo, el príncipe heredero Liholiho, también vivió aquí, tomando el nombre de Kamehameha II. En diciembre de 1819, Kalanimoku dirigió un ejército desde aquí para sofocar la rebelión de su sobrino Kekuaokalani, en la batalla de Kuamoʻo, a unas pocas millas al sur. Una batería de 18 cañones y grandes muros de piedra protegían el recinto de fortaleza en torno a varias casas.
El gobernador "John Adams" Kuakini vivió en Kamakahonu. Gobernó la isla cuando el rey estaba ausente en los asuntos del Estado en otras islas y más tarde, cuando la capital se trasladó a Lahaina, en la isla de Maui, en 1820.